# Parateuthras thamyris
Parateuthras thamyris är en insektsart som först beskrevs av Rentz, D.C.F. 2001.  Parateuthras thamyris ingår i släktet Parateuthras och familjen vårtbitare. Inga underarter finns listade i Catalogue of Life.